# Rhaeticosaurus
Rhaeticosaurus mertensi
Genre
Espèce
Rhaeticosaurus (qui signifie « lézard rhétien ») est un genre fossile de Plesiosauria basal des roches du Trias supérieur (Rhétien) de la formation Exter (en) en Allemagne. Le type et la seule espèce est Rhaeticosaurus mertensi.

## Description
Sur la base de l'holotype, Rhaeticosaurus aurait atteint 2,37 m à maturité.

## Classification
Le genre Rhaeticosaurus et l'espèce Rhaeticosaurus mertensi sont nommés en 2017 par les paléontologues Tanja Wintrich (d),
Shoji Hayashi (d), Alexandra Houssaye (d), Yasuhisa Nakajima (d) et Paul Martin Sander (d) ,,,,,.

### Fossiles
Selon Paleobiology Database en 2024, le nombre de collections référencées est d'une seule,.
Il est connu grâce à un squelette partiellement articulé.
L'holotype est LWL-MFN P 64047 et il a été découvert dans la fosse d'argile n°3 appartenant à la société de briques Lücking en 2013, dans la section située sous la limite Trias-Jurassique et à environ 3,5 mètres sous un lit d'os contenant une faune vertébrée d'âge rhétique. Il a été acquis par un collectionneur privé anonyme, qui a informé les autorités et le spécimen a finalement été préparé et nommé Rhaeticosaurus mertensi en 2017.

### Étymologie
Le nom générique, Rhaeticosaurus, est la combinaison de rhaeticus, forme latinisée signifiant « du Rhétien », et du grec ancien σαῦρος, saüros, « lézard ».
L'épithète spécifique, mertensi, a été donnée en l'honneur du découvreur de l'holotype, Michael Mertens (d) (1965-), de Schwaney (de) (Rhénanie-du-Nord-Westphalie).

### Publication originale
- (en) Tanja Wintrich, Shoji Hayashi, Alexandra Houssaye, Yasuhisa Nakajima et P. Martin Sander, « A Triassic plesiosaurian skeleton and bone histology inform on evolution of a unique body plan », Science Advances, vol. 3, no 12,‎ 1er décembre 2017, e1701144 (ISSN 2375-2548, PMID 29242826, PMCID 5729018, DOI 10.1126/sciadv.1701144 , Bibcode 2017SciA....3E1144W)